# Contractualism
James M. Buchanan a contribuit la dezvoltarea teoriei contractuale și constituționale fondate pe studiul procesului de pregătire și luare a deciziilor politice și economice. 
Prin Teoria Dreptului, el își propune solidificarea fundamentelor libertății prin demonstrația că se poate prevedea apariția unei structuri juridice, chiar dacă considerăm că oamenii sunt inegali. În demersul său Buchanan susține că trecând de la anarhie la societate, oamenii renunță la arme și acceptă un set de reguli, căruia să i se supună în schimbul acceptării acelorași reguli și de către ceilalți. Acest contract constituțional trebuie: să stabilească drepturile pozitive de posesie asupra resurselor prin care se produc bunuri finale, să explice termenii și condițiile impunerii, să definească limitele și modul de operare al statului productiv instituit ca agent de impunere, să definească regulile după care colectivitatea ia decizii în privința bunurilor publice, și trebuie să traseze limita de demarcație între sectorul public și cel privat.